# John Belchier

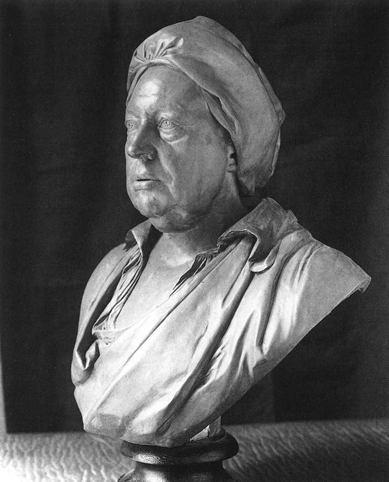
Buste van John Belchier

John Belchier (Kingston-upon-Thames?, 1706 - ?, 6 februari 1785) was een Brits chirurg.
Belchier was van 1736 tot en met 1768 chirurg aan het (nog steeds bestaande) Guy's Hospital in Londen. Hij werd in 1737 geëerd met de Copley Medal door de Royal Society of London.
Belchier was ook de eerste voorzitter van het Foundling Hospital, eveneens in Londen destijds. Later verhuisde dat naar Berkhamsted, Hertfordshire, terwijl de originele locatie in 1926 gesloopt. In 2004 werd op die plek het Foundling Museum geopend ter ere van de eerdere bestemming.
Het Foundling Hospital was een liefdadigheidsinstelling dat dienstdeed als woonruimte voor hulpbehoevende kinderen, waar ze tevens een opleiding konden volgen. De benaming 'Hospital' was afgeleid van het Engelse hospitality (gastvrijheid), niet zozeer van hospital (ziekenhuis).